# Сен-Клод (округ)
Округ Сен-Клод (фр. Arrondissement de Saint-Claude) — округ у Франції, в департаменті Жура. 2023 року округ об'єднував 55 муніципалітетів, населення становило 48 404 особи.
Адміністративний центр (супрефектура) — Сен-Клод.

## Муніципалітети
Список муніципалітетів округу та їхні коди INSEE:
1. Авіньйон-ле-Сен-Клод (39032)
2. Белькомб (39046)
3. Бельфонтен (39047)
4. Буа-д'Амон (39059)
5. Віллар-д'Ер'я (39561)
6. Віллар-Сен-Совер (39560)
7. Вірі (39579)
8. Во-ле-Сен-Клод (39547)
9. Вюльво (39585)
10. Гранд-Рив'єр-Шато (39258)
11. Етіваль-ле-Роншо (39216)
12. Жерр (39269)
13. Кото-дю-Лізон (39491)
14. Кренан (39179)
15. Куазретт (39157)
16. Куар'єр (39174)
17. Куарон (39175)
18. Ла-Песс (39413)
19. Ла-Риксуз (39460)
20. Ла-Шо-дю-Домб'єф (39131)
21. Ла-Шомюсс (39126)
22. Лаван-ле-Сен-Клод (39286)
23. Лавансія-Еперсі (39283)
24. Лажу (39274)
25. Лак-де-Руж-Трюїт (39271)
26. Ламура (39275)
27. Ларривуар (39280)
28. Ле-Бушу (39068)
29. Ле-Крозе (39184)
30. Ле-Мусьєр (39373)
31. Ле-Русс (39470)
32. Лек (39289)
33. Лешер (39293)
34. Лоншомуа (39297)
35. Мартінья (39318)
36. Мезо (39307)
37. Мессія (39328)
38. Монкюзель (39351)
39. Морб'є (39367)
40. Муаран-ан-Монтань (39333)
41. Нанше (39130)
42. О-де-Б'єнн (39368)
43. Преманон (39441)
44. Равіллоль (39453)
45. Ронья (39463)
46. Сен-Клод (39478)
47. Сен-Лоран-ан-Гранво (39487)
48. Сен-П'єрр (39494)
49. Сетмонсель-ле-Молюн (39510)
50. Фор-дю-План (39232)
51. Шансія (39102)
52. Шаршія (39106)
53. Шассаль-Моленж (39339)
54. Шатель-де-Жу (39118)
55. Шу (39151)